# Mensagem

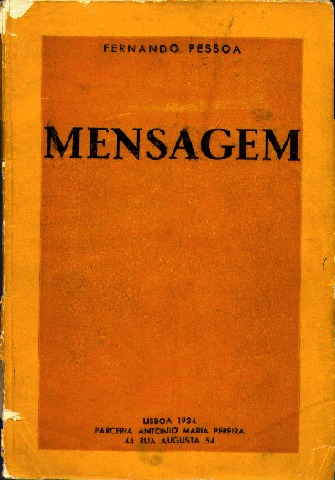
Mensagem, Umschlagtitel

Mensagem (Botschaft) ist der Titel eines 1934 erschienenen Gedichtbandes von Fernando Pessoa.
Der Band besteht aus drei Teilen. Der erste Teil Brasão (Wappen) besteht aus den Unterteilungen Os Campos (Die Felder), Os Castellos (Die Burgen), As Quinas (Die Schilde), A Coroa (Die Krone) und O Timbre (Das Wappen); jede Unterteilung besteht aus mehreren Einzelgedichten. Der zweite Teil Mar Portuguez (Portugiesisches Meer) besteht aus insgesamt zwölf Gedichten. Der dritte Teil O Encoberto (Der Verhüllte), der sich mit dieser Benennung direkt auf König Sebastian bezieht, ist wiederum in Unterkapitel aufgeteilt: Os Symbolos (Die Symbole), Os Avisos (Die Ankündigungen), Os Tempos (Die Zeiten). Diese bestehen jeweils aus mehreren Gedichten. Insgesamt enthält Mensagem 44 kurze Gedichte, die sich auch als zusammenhängendes Epos lesen lassen. 
Mensagem beginnt mit den Versen:

„A Europa jaz, posta nos cotovellos: De Oriente a Occidente jaz fitando“

In Pessoas Bild von der liegenden Europa ist Europas Kopf die iberische Halbinsel und Portugal das Antlitz.
Pessoa schließt mit Mensagem an das portugiesische Nationalepos Die Lusiaden von Luís de Camões an. Während Camões die portugiesische Geschichte von den legendären Anfängen bis zum Zeitalter der Entdeckungen schildert, führt Pessoa die Klage über den Untergang Portugals nach dem Verschwinden von König Sebastian 1578 in der Tradition des sogenannten Sebastianismus fort. Gedichte aus der Abteilung Os Avisos sind dem Propheten Gonçalo Anes (O Bandarra) und dem Jesuitenpater António Vieira gewidmet, die im historischen Kontext der Fremdherrschaft (1580–1640: Portugal unter der Krone Spaniens) die Wiederkehr des verschwundenen Königs und ein Fünftes Reich unter portugiesischer Führung weissagen. Pessoa geht in seinen nachgelassenen Schriften ausführlicher auf seine Vorstellung vom Fünften Reich ein. Danach sind die ersten vier Reiche (Griechenland, Rom, Christentum, Britisches Empire) nicht wirklich weltumspannend gewesen, das fünfte Reich wird, da es „Reich der Kultur und Universalmacht in einem“ ist, bedeutender als die vier Reiche zuvor sein.
Mensagem ist Pessoas einziges zu Lebzeiten in portugiesischer Sprache veröffentlichtes Werk. Es erschien ein Jahr vor dem Tod des Dichters. Nur an diesem Werk kann man Pessoas Bemühen um ein editorisches Bild seiner Werke nachvollziehen. Das Buch wurde von Pessoa in der alten, bis 1911 gültigen Rechtschreibung ediert.
In Portugal gehört Mensagem zur Schullektüre, Pessoas Ruhm gründet sich wesentlich auf diesen Gedichtband, das zehnte Gedicht des zweiten Teils Mar Portuguez gehört zu den bekanntesten Gedichten portugiesischer Sprache.

## Ausgaben
- Fernando Pessoa: Esoterische Gedichte. Mensagem. Englische Gedichte. übersetzt und mit einem Nachwort versehen von Georg Rudolf Lind. Ammann-Verlag, Zürich 1989. Taschenbuchausgabe Fischer Taschenbuch Verlag, Frankfurt am Main 1994